# Karl Gustavs socken, Norrbotten

Gränser och kyrkor 1796

Karl Gustavs socken ligger i Norrbotten, uppgick 1967 i Haparanda stad och området ingår sedan 1971 i Haparanda kommun och motsvarar från 2016 Karl Gustavs distrikt.
Socknens areal är 477,56 kvadratkilometer, varav 454,44 km² land. År 2000 fanns här 1 236 invånare.  Tätorten och kyrkorten Karungi med sockenkyrkan Karl Gustavs kyrka ligger i socknen.

## Administrativ historik
Socknen bildades 1783 genom en utbrytning ur Nedertorneå socken, efter att från 1745 varit ett kapellag i Nedertorneå församling med namnet Karungi kapellag. Socknen omfattade före 5 september 1809 också områden öster om Torne älv i dagen Finland. Detta östra område fick sedan namnet Karungi socken.
Vid kommunreformen 1862 överfördes ansvaret för de kyrkliga frågorna till Karl Gustavs församling och för de borgerliga frågorna till Karl Gustavs landskommun. Landskommunen inkorporerades 1967 i Haparanda stad som 1971 ombildades till Haparanda kommun. Församlingen uppgick 2010 i Haparanda församling.
1 januari 2016 inrättades distriktet Karl Gustav, med samma omfattning som församlingen hade 1999/2000.
Socknen har tillhört fögderier, tingslag och domsagor enligt vad som beskrivs i artikeln Norrbotten. De indelta soldaterna tillhörde Norrbottens regemente.

## Geografi
Karl Gustavs socken ligger norr om Haparanda väster om Torneälven. Socknen har flack odlingsbygd vid älven och är i övrigt i väster en kuperad sjörik skogsbygd.
I socken finns orterna Karungi, Kankaanranta, Lövheden, Korpikylä, Karhuvaara, Palomaa, Kärrbäck (Välikoski), Lappträsk (Lapinjärvi), Keräsjänkkä, Kattilasaari, Leipijärvi, Aavajärvi, Haapasaari och Kukkola.

## Fornlämningar
Boplatser från stenåldern med märkvärdiga hyddbottnar är funna, liksom enkla gravar från bronsåldern.

## Namnet
Namnet är taget 1783 från den svenske prinsen Karl Gustav som var en av Gustav III:s söner.
Namnet skrevs vid folkräkningen 1890 och 1900 Karl Gustafs socken och vid folkräkningen 1910 Karl Gustavs socken.

## Befolkningsutveckling
| Befolkningsutvecklingen i Karl Gustavs socken, Norrbotten 1790–1990                                      | Befolkningsutvecklingen i Karl Gustavs socken, Norrbotten 1790–1990 | Befolkningsutvecklingen i Karl Gustavs socken, Norrbotten 1790–1990 | Befolkningsutvecklingen i Karl Gustavs socken, Norrbotten 1790–1990 | Befolkningsutvecklingen i Karl Gustavs socken, Norrbotten 1790–1990 |
| --- | ------------------------------------------------------------------- | ------------------------------------------------------------------- | ------------------------------------------------------------------- | ------------------------------------------------------------------- |
| |                                                                     |                                                                     |                                                                     |                                                                     |
| År |                                                                     |                                                                     | Folkmängd                                                           |                                                                     |
| 1790 | 1790                                                                |                                                                     | 1 527                                                               |                                                                     |
| 1800 | 1800                                                                |                                                                     | 1 765                                                               |                                                                     |
| 1810 | 1810                                                                |                                                                     | 1 097                                                               |                                                                     |
| 1820 | 1820                                                                |                                                                     | 1 482                                                               |                                                                     |
| 1830 | 1830                                                                |                                                                     | 1 713                                                               |                                                                     |
| 1840 | 1840                                                                |                                                                     | 1 531                                                               |                                                                     |
| 1850 | 1850                                                                |                                                                     | 1 904                                                               |                                                                     |
| 1860 | 1860                                                                |                                                                     | 2 285                                                               |                                                                     |
| 1870 | 1870                                                                |                                                                     | 2 149                                                               |                                                                     |
| 1880 | 1880                                                                |                                                                     | 2 244                                                               |                                                                     |
| 1890 | 1890                                                                |                                                                     | 2 229                                                               |                                                                     |
| 1900 | 1900                                                                |                                                                     | 2 403                                                               |                                                                     |
| 1910 | 1910                                                                |                                                                     | 2 536                                                               |                                                                     |
| 1920 | 1920                                                                |                                                                     | 2 875                                                               |                                                                     |
| 1930 | 1930                                                                |                                                                     | 2 894                                                               |                                                                     |
| 1940 | 1940                                                                |                                                                     | 3 371                                                               |                                                                     |
| 1950 | 1950                                                                |                                                                     | 3 390                                                               |                                                                     |
| 1960 | 1960                                                                |                                                                     | 2 850                                                               |                                                                     |
| 1970 | 1970                                                                |                                                                     | 1 979                                                               |                                                                     |
| 1980 | 1980                                                                |                                                                     | 1 496                                                               |                                                                     |
| 1990 | 1990                                                                |                                                                     | 1 368                                                               |                                                                     |
| Anm: Källor: Umeå universitet - Tabellverket 1749-1859, Demografiska databasen, CEDAR, Umeå universitet. |                                                                     |                                                                     |                                                                     |                                                                     |

### Språk och etnicitet
Nedanstående siffror är tagna från SCB:s folkräkning 1900 och visar inte medborgarskap utan de som SCB ansåg vara av "finsk, svensk eller lapsk stam". Tabellverket anger inga samer i socknen under perioden 1805-1855.
| Årtal | Svenskar | Finnar | Samer | Totalt |
| ----- | -------- | ------ | ----- | ------ |
| 1860  | 247      | 2 032  | 6     | 2 285  |
| 1870  | 386      | 1 754  | 9     | 2 149  |
| 1880  | 858      | 1 383  | 3     | 2 244  |
| 1890  | 299      | 1 923  | 7     | 2 229  |
| 1900  | 365      | 2 032  | 6     | 2 403  |